# Villa Parque Cecir
Villa Parque Cecir es una localidad argentina en el partido de Rojas, Provincia de Buenos Aires. Se encuentra al oeste de la Ruta Nacional 188, 5 km al nordeste de la ciudad de Rojas.
El servicio de agua potable recién se habilitó en 2012. En la villa hay un campo recreativo perteneciente al Club Argentino de Junín.